# Sveti Nikole
Sveti Nikole (en macédonien : Свети Николе , litt. « Saint-Nicolas ») est une commune et une ville du nord-ouest de la Macédoine du Nord. Elle comptait 15 320 habitants en 2021 et s'étend sur 482,89 km2. La ville en elle-même comptait alors 11 728 habitants, le reste de la population étant réparti dans les villages alentour.
Elle se trouve dans la vallée de l'Ovče Pole, l'une des régions les plus fertiles du pays. Son territoire est limitrophe de ceux des communes de Kumanovo, Kratovo, Probištip, Štip, Lozovo, Veles et Petrovec.

## Géographie

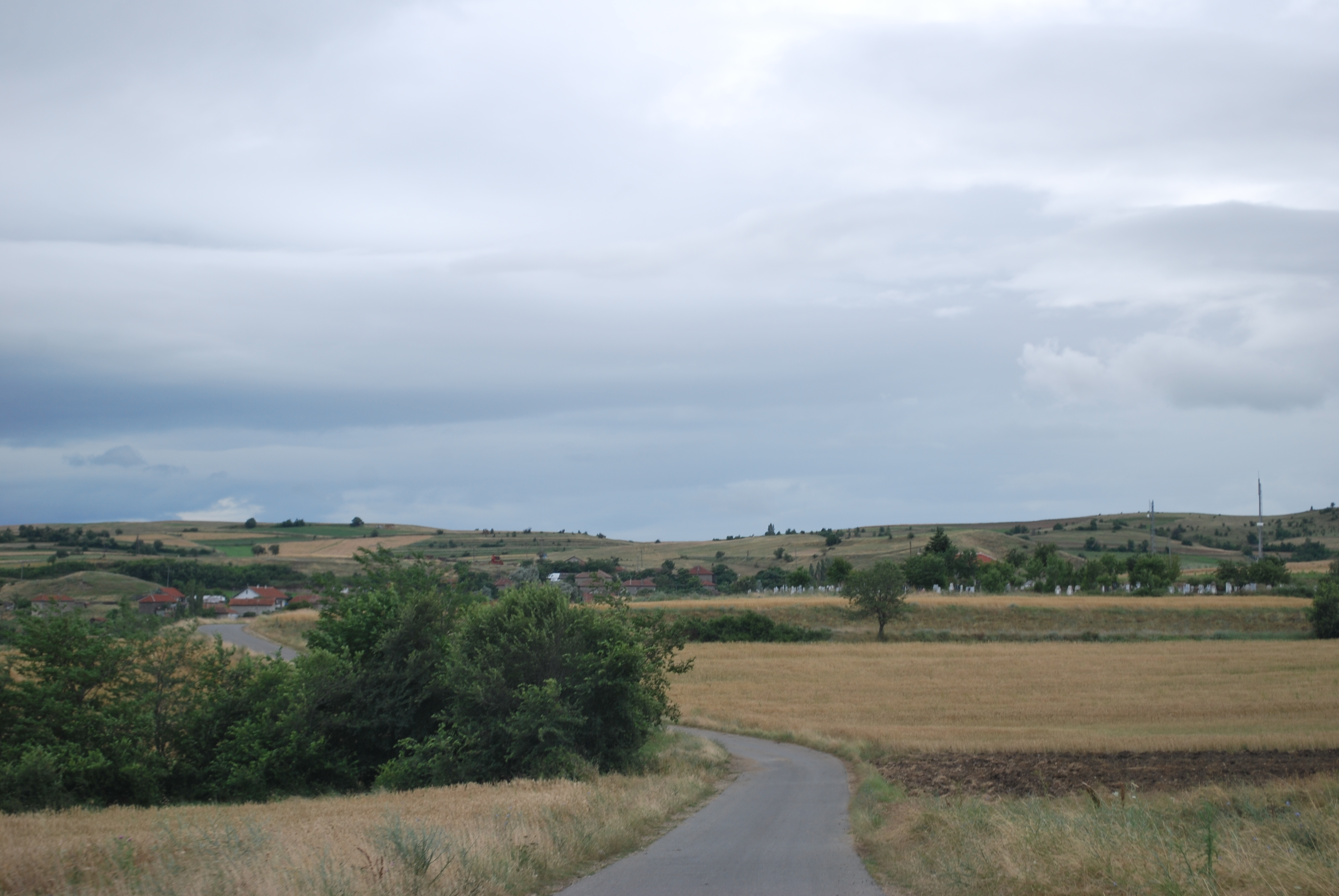
Paysage de la commune.

Le territoire de la commune correspond à une grande partie de la vallée de l'Ovče Pole. Cette région est particulière pour la Macédoine du Nord, pays surtout montagneux, puisqu'elle est vaste et presque parfaitement plate. Elle s'élève entre 200 et 400 mètres d'altitude, et compte quelques rares collines. La plus haute, Ǵurište, culmine à 856 mètres. L'Ovče Pole, ouvert aux vents, connaît un mélange de climats continental et méditerranéen. Sveti Nikole est soumise à une certaine activité sismique ; les tremblements de terre locaux peuvent atteindre VII degrés sur l'échelle MSK.
La ville se trouve sur la route qui relie Kumanovo à Štip, ainsi que sur le cours de la Svetinikolska. Cette rivière prend sa source à l'est de la commune, puis la traverse vers le sud-est, où elle se jette dans la Bregalnica.
En plus de la ville de Sveti Nikole, la commune compte de nombreux villages, souvent petits et victimes de l'exode rural. Il s'agit de Alakintsé, Amzabegovo, Arbasantsi, Bogoslovets, Bourilovtsi, Gorno Ǵouǵantsé, Gorno Tsrnilichté, Gorobintsi, Delisintsi, Dolno Ǵouǵantsé, Dolno Tsrnilichté, Erdjeliya, Kadrifakovo, Knéjyé, Krouchitsa, Makrech, Malino, Mezdra, Metchkouevtsi, Moustafino, Nemanyitsa, Orel, Pavlechentsi, Patetino, Pechirovo, Preod, Rantchintsi, Sopot, Stanoulovtsi, Stanyevtsi, Stroïmantsi et Trstenik.

## Histoire
Près du village de Knéjyé, au sud-ouest de la ville, se trouve une acropole antique qui correspond probablement à la ville de Bylazora, capitale de la Péonie, bien que cette cité soit parfois localisée à l'emplacement de l'actuelle Veles.
Sveti Nikole est quant à elle fondée au IIIe siècle av. J.-C. en tant que colonie. Celle-ci s'appelle probablement Probaton. Au VIIe siècle, après l'arrivée des Slaves, la localité est rebaptisée Ovče Pole, ce qui signifie le « champ des moutons » en macédonien. Au Moyen Âge, la ville possède une forteresse, et elle est prise deux fois, en 1246 et en 1255, par l'armée de Nicée, qui essaie de rétablir le contrôle byzantin sur la région. En 1282, c'est le roi serbe Stefan Uroš II Milutin qui prend possession d'Ovče Pole et de sa forteresse.
Dix ans plus tard, une église dédiée à saint Nicolas le Thaumaturge est construite dans la ville. Elle honore le Saint qui aurait guéri de la cécité le roi Stefan Uroš III Dečanski, le fils de Stefan Uroš II Milutin.
Au XVe siècle, les Ottomans, nouveaux maîtres de la région, comptabilisent 317 familles et environ 1 600 habitants à Ovče Pole, désormais appelée Sveti Nikole, soit « Saint-Nicolas », par les Slaves. Les Turcs emploient quant à eux le nom de Kilisali. Selon le voyageur et écrivain Evliya Çelebi, la ville possède au XVIIe siècle une mosquée et un hammam.
En 1845, Sveti Nikole obtient le droit de tenir un marché et devient officiellement une ville. En 1900, elle compte 2 500 habitants. Après la Première Guerre mondiale et la fin de la domination ottomane, la ville développe ses activités agricoles et artisanales, puis ses activités tertiaires.

## Administration

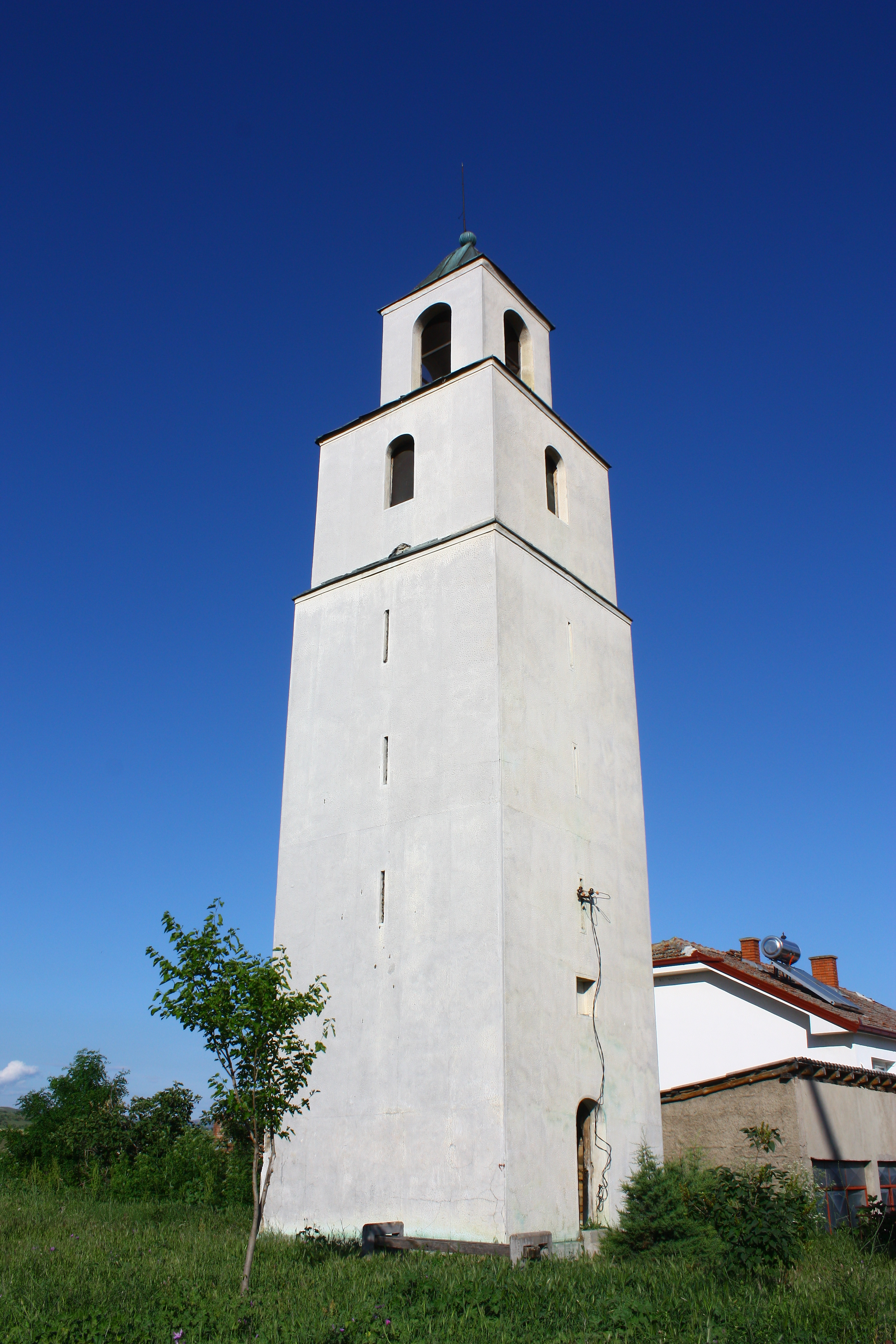
La tour de Sveti Nikole, symbole de la ville.

La commune est administrée par un conseil municipal élu au suffrage universel tous les quatre ans. Il adopte les plans d'urbanisme, accorde les permis de construire, planifie le développement économique local, protège l'environnement, prend des initiatives culturelles et supervise l'enseignement primaire. Il compte 15 conseillers municipaux.
Le pouvoir exécutif est détenu par le maire, lui aussi élu au suffrage universel. Depuis 2021, le maire de Sveti Nikole est Dejan Vladev, membre de VMRO-DPMNE.

## Démographie
Lors du recensement de 2002, la commune comptait :
- Macédoniens : 18 005 (97,34 %)
- Valaques : 238 (1,28 %)
- Turcs : 81 (0,44 %)
- Roms : 72 (0,39 %)
- Serbes : 71 (0,38 %)
- Bosniaques : 1 (0,01 %)
- Autres : 29 (0,16 %)

## Économie
Sveti Nikole est principalement tournée vers l'industrie alimentaire, le textile, le commerce, les services et l'agriculture. Le secteur primaire, avec 552 entreprises, domine les secteurs secondaires, 312 entreprises, et tertiaires, 122 entreprises. Les plus grandes sociétés sont Moda AD et Kamotekst, des usines de textiles, FK Mesna Industrija, qui produit de la viande, et Domatti AD, qui produit des primeurs.